# Blonay
Blonay és un municipi de Suïssa del cantó de Vaud, cap del districte de la Riviera-Pays-d'Enhaut.